# AP通信
AP通信（Associated Press、AP）は、ニューヨークに本部を置くアメリカの非営利通信社。1846年に設立され、法人格を持たない協同組合として運営されている。ロイター通信、フランス通信社（AFP）と並んで世界最大の通信社のひとつである。
ニュースレポートは英語、スペイン語、アラビア語で作成され、会員や顧客に配布されている。ピューリッツァー賞が1917年に創設されて以来、APは32の写真部門を含む54の同賞を受賞している。

## 概要

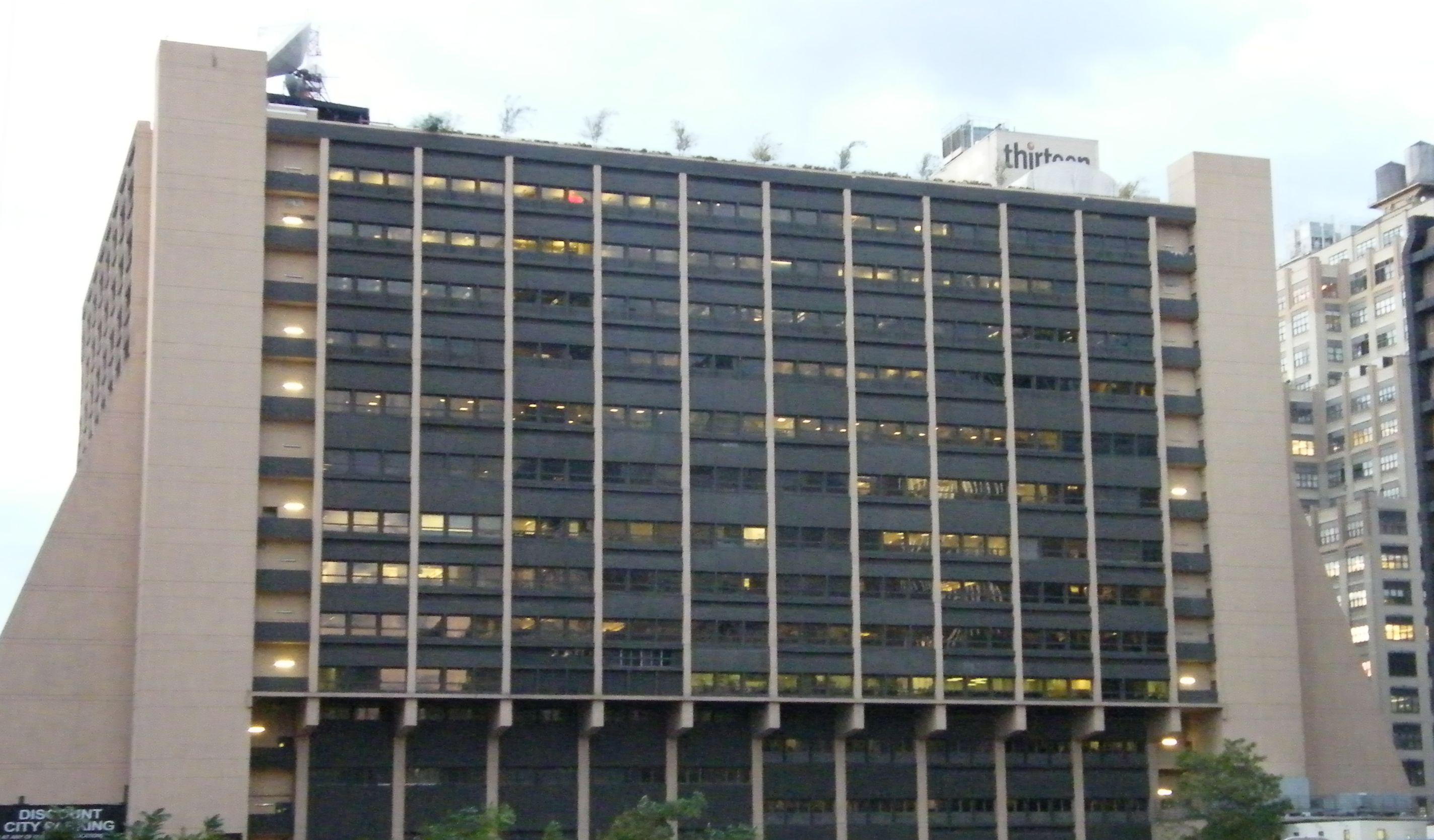
AP通信本社ビル（アメリカ合衆国ニューヨーク）

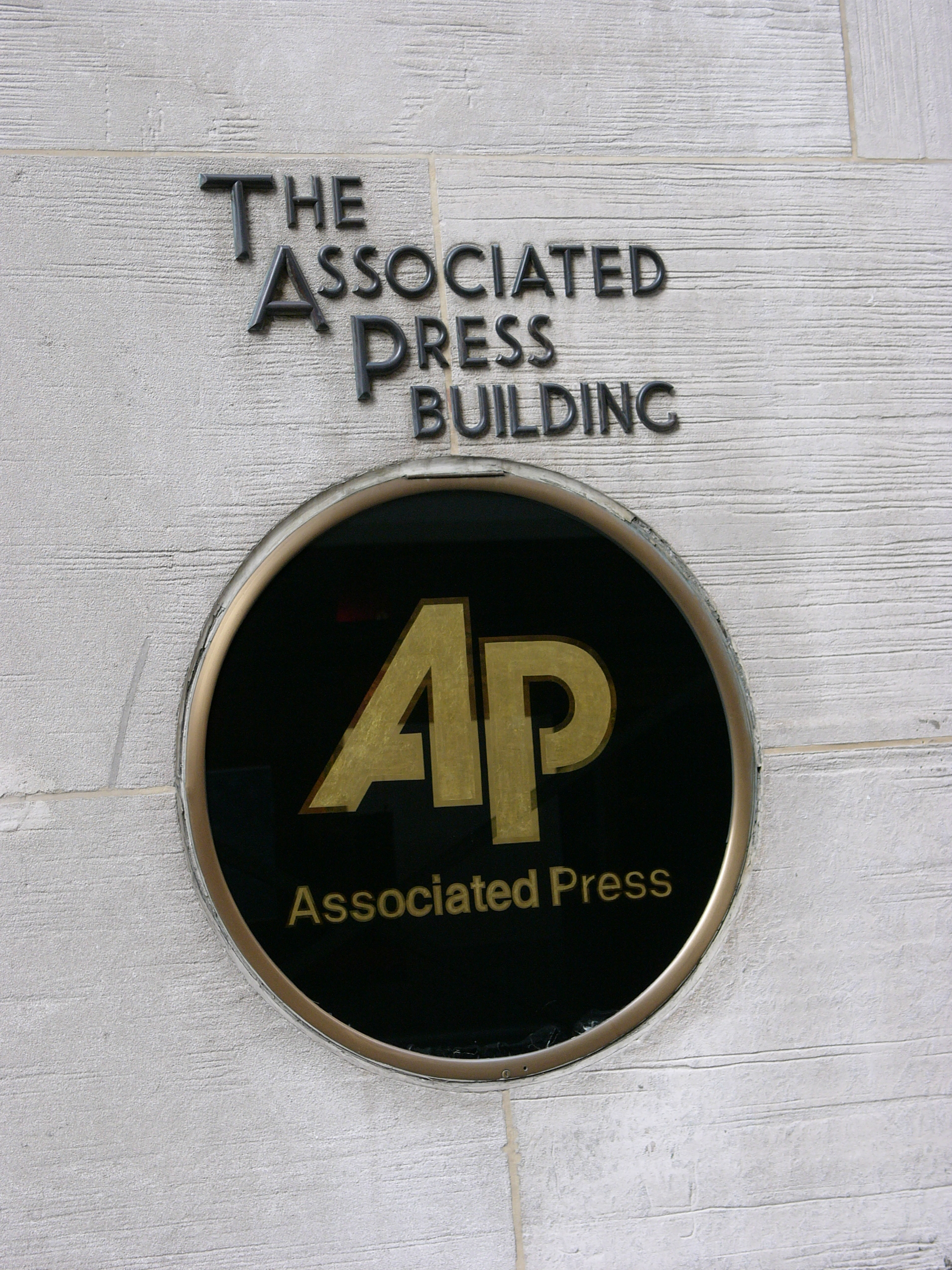
AP通信本社ビルに貼られているロゴ。

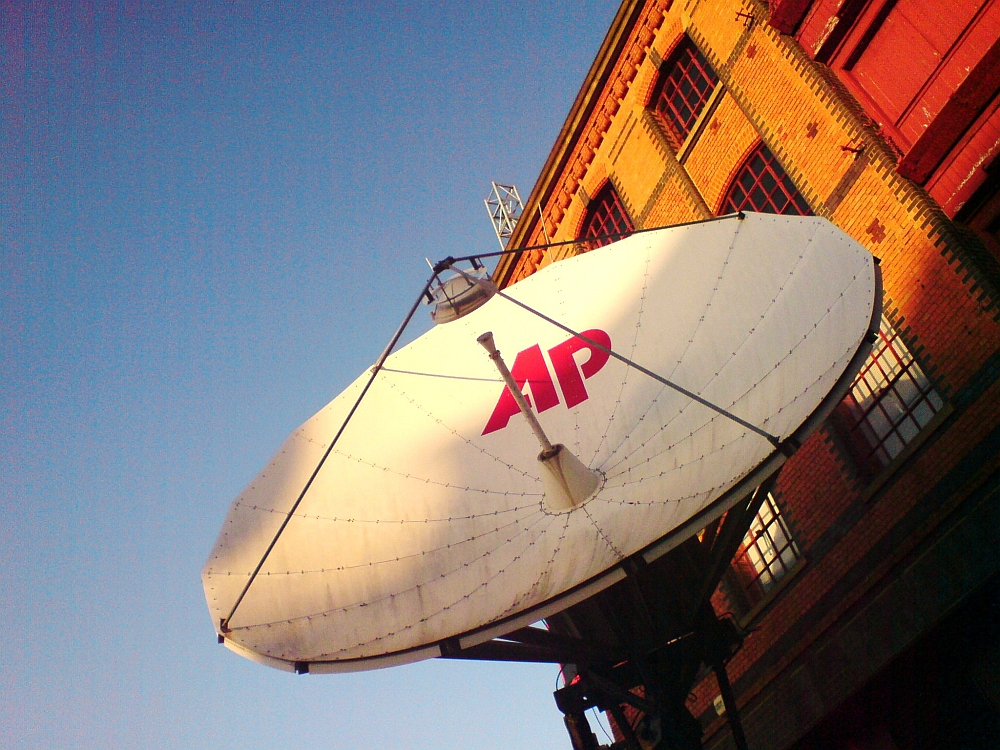
ロンドンにあるAPテレビジョン・ニュース（APTN）ビル。

AP通信はアメリカ国内の放送局や新聞社の協同組合であり、各社はAP通信を通して記事を配信すると同時にAP通信から記事の配信を受ける。アメリカ国外の新聞社や放送局はAP通信の加入者であり、協同組合のメンバーではないのでAPの記事配信に対して料金を支払っている。
2005年現在、約5000のテレビ局とラジオ局、約1700の新聞社と契約しているという。その写真ライブラリには1000万を超える画像が蓄えられている。AP通信は243の支局を持ち、121ヶ国で世界各国のスタッフが活動している。
ライバルだったUPI通信社が崩壊した現在、AP通信はアメリカ国内で全国的に展開している唯一の通信社である。他の英語でのニュース配信を行っている通信社としてはロイター通信やフランス通信社（AFP）があるが、これらはアメリカ国外に基盤がある。アメリカでは、APスタイルブックが新聞雑誌編集のデファクトスタンダードとなっている。
AP通信の記事は単純に「事実そのもの」を書くスタイルであり、「逆ピラミッド型（結論→重要な情報→その背景といった順）」と呼ばれる書き方をすることが多いため、新聞紙上のスペースに収めるために編集しても本質が失われにくいという特徴を持つ。
他の多くの報道機関と同様に、インターネットはAP通信の財政にとっても脅威となった。2005年4月18日の年次総会で、AP通信は2006年度からインターネット上での記事と写真の掲載に対して従来とは別の料金を徴収することを発表した。これまでは、AP通信の記事配信を受けていた各ニュース媒体はネット上への記事掲載については料金を支払っていなかった。後にAP通信はこの計画を取り止め、独自に直接ニュースを一般読者（ターゲットは18歳から34歳）に提供する目的でasapを開設した。
合衆国内の社員は News Media Guild （報道メディアギルド）に参加している。

## 歴史
AP通信は5つの競合するニューヨーク市の新聞社の代表によってヨーロッパのニュースを効率よく収集するために共同出資で1846年5月に設立された。
設立以前は、記者が港に到着した際に各新聞社は一刻も早く情報を得るためボートで職員を派遣していた。そのため、各新聞社は同じ情報のためにそれぞれ対価を払っていると考え、電報で情報を一気に得たほうがより安いと判断した。これを受けて新聞社の代表が集まり、情報の収集の一本化のための協会を設立することとなった。
設立当初は「ハーバー・ニュース協会」 (the Harbor News Association) と呼ばれていたが、のちに改名された。
この一連の動きを強く推進したのは、ニューヨーク・サンのモーゼ・エール・ビーチ (Moses Yale Beach) だった。ビーチは、米墨戦争の報道の際に協調取材でサンに加わろうと他の新聞社を誘った。このとき、参加したのはサン (the Sun) 、the Commerce、the Courier and Enquirer、the Herald、the Expressだった。
1849年にハーバー・ニュース協会はアメリカ国外に初の支局を開設した。
- 1861年 - 南北戦争を報道する際に検閲があり、記者は「AP通信記者発」と匿名で最初に送稿した。
- 1876年 - リトルビッグホーンの戦いで、特約記者のマーク・ケロッグ（英語版）が死亡した。彼は職務で亡くなった初のAP通信記者である。彼の最後の記事は「私はカスターと共に行きますが、そこでおそらく死亡するでしょう」("I go with Custer and will be at the death.")だった。結果的にケロッグはカスター将軍とともに死亡したため、自分たちが死ぬことを予期していたかのようにも解釈されたが、at the death はキツネ狩りの用語で「(一連の狩猟の過程で最後に)標的の死亡を見届ける」という場面のことであり、「(長く続いた戦いが、おそらく次の戦闘が最終決戦となって)敵を殺す場面に居合わせるだろう」という意味である[4][5]。カスター将軍が英雄視される一方で、ケロッグも「危険の最中でも冷静さを失わず、責務を全うした勇敢な記者」として、当時の報道で英雄に祭り上げられた[6]。

1967年にはダウ・ジョーンズとの提携をしていた。
2017年、AP通信のファクトチェックがポインター研究所の国際ファクトチェックネットワークに加盟した。

## 逸話
- アメリカのアニメ「バッグスバニー」（Loony Tunes）には、こんなシーンがある。大スターになって自宅のプールで日光浴をするバッグスに、彼の生い立ちについて尋ねるという取材の電話がかかってくる。その電話を受けたバッグスは、"Unassociated Press?" と応じる。日本語版では「非共同通信？」と訳してあった。